# 沈夙崢
沈夙崢（1988年03月14日—），南投人，台灣政治人物，民主進步黨籍，現為南投縣議會議員。曾任立法委員林靜儀南投主任、總統府文稿小組等。2022年投入地方大選，順利當選為南投縣議員。

## 生平
沈夙崢從小在南投長大，大學就讀靜宜大學台灣文學系，開啟其對國家、族群的思考；研究所畢業後，沈夙崢並未直接從事政治工作，在工作之餘討論議題、參與街頭運動。直至2014年受到318學運的影響，開始思考從事政治工作的可能。
2016年，時任不分區立法委員林靜儀規劃在南投設立服務處，沈夙崢毛遂自薦。2018年，沈夙崢加入南投縣長候選人洪國浩競選團隊。2019年，沈夙崢進入民進黨中央黨部婦女部而有機會到蔡英文總統的文稿小組歷練。
2022年，沈夙崢投入地方大選，角逐南投縣第1選區議員，並順利當選。

## 學歷
- 國立中興大學台灣文學與跨國文化研究所
- 靜宜大學台灣文學系

## 經歷
- 立法委員林靜儀南投主任
- 總統府文稿小組
- 民進黨中央黨部專員
- 南投縣長候選人洪國浩競選團隊新聞組長